# إشباع (مركبات)

مركب عضوي غير مشبع

في الكيمياء يكون المركب غير المشبع هو المركب الكيميائي الذي يحتوي على رابطة باي بين كربون-كربون مثل الألكينات أو الألكاينات. بينما المركبات المشبعة لا يوجد بها روابط باي، ولا توجد روابط عديدة بين كربون-كربون. ويتم تقسيم الأحماض الدهنية إلى مشبعة أو غير مشبعة طبقا لعدد اليود الخاص بها.